# Municipio de Flores
Municipio de Flores är en kommun i Guatemala.   Den ligger i departementet Petén, i den norra delen av landet, 260 km norr om huvudstaden Guatemala City. Antalet invånare är 13 700. Municipio de Flores ligger vid sjön Lake Petén Itzá.
Följande samhällen finns i Municipio de Flores:
- Flores
- Tikal